# Gołąb kameruński
Gołąb kameruński (Columba sjostedti) – gatunek średniej wielkości ptaka z rodziny gołębiowatych (Columbidae). Występuje w Kamerunie, Nigerii i na wyspie Bioko. Niezagrożony wyginięciem, lecz według IUCN liczebność maleje.

## Taksonomia
Gatunek po raz pierwszy opisany przez Antona Reichenowa w roku 1900 w dziele Die Vögel Afrikas. Nazwa gatunkowa sjostedti upamiętnia szwedzkiego naturalistę i entomologa, Brora Yngvego Sjöstedta, który kolekcjonował okazy w tropikalnych częściach Afryki. Najbliżej spokrewniony z gołębiem żółtookim (C. arquatrix), kasztanowatym (C. thomemsis) oraz śniadym (C. pollenii). Nie wyróżnia się podgatunków.

## Morfologia
Długość ciała wynosi 33–37 cm, w tym ogona 118–138 mm i dzioba 18–20 mm. Skrzydło mierzy 209–255 mm, skok 22–26 mm. Dziób różowy, na końcu białawy. Głowa, kark i gardło szare, z wierzchu ciemniejsze. Pierś i brzuch kasztanowe. Skrzydła szare. Pierś i pokrywy skrzydłowe pokryte białymi plamkami. Ogon ciemnoszary, bez żadnych wzorów.

## Zasięg występowania
Całkowity zasięg występowania szacowany na 44 200 km². Zasiedla zachodni Kamerun (w tym oddzielony od pozostałej części zasięgu obszar wulkanu Kamerun), wyspę Bioko oraz w nieznacznym stopniu wschodnią Nigerię. W okolicach wulkanu Kamerun zasiedla lasy na wysokości 1000–2500 m n.p.m. Najliczniejszy w tych częściach lasu, gdzie występują paprocie drzewiaste. Na Płaskowyżu Obudu (Nigeria) spotykany na wysokości około 1800 m n.p.m.

## Zachowanie
Płochliwy. Przebywa samotnie lub w małych grupach. Preferuje wysokie partie roślinności, gdzie występują paprocie drzewiaste. Żywi się nasionami i owocami, przemierza duże dystanse w poszukiwaniu pożywienia. Jedyny doniesiony odgłos to dudniące uuur, przypuszczalnie głos nie różni się znacznie od głosu gołębia żółtookiego.

## Lęgi
Brak informacji na temat zalotów. Jedno gniazdo, odnalezione w maju, składało się z niestarannie ułożonych traw i patyków. Przypuszczalnie jednak z powodu całorocznej dostępności pożywienia termin lęgów nie jest zależny od żadnych czynników. W gnieździe znaleziono jedno błyszczące, białe jajo. Brak informacji na temat inkubacji i piskląt.

## Status
Międzynarodowa Unia Ochrony Przyrody (IUCN) uznaje gołębia kameruńskiego za gatunek najmniejszej troski (LC – Least Concern) nieprzerwanie od 1988 roku. Trend liczebności populacji uznaje się za spadkowy.